# Messier 14
A Messier 14 (más néven M14 vagy NGC 6402) gömbhalmaz a Kígyótartó csillagképben.

## Felfedezése
Az M14 gömbhalmazt Charles Messier francia csillagász fedezte fel, majd 1764. június-én katalogizálta, mint csillag nélküli kerek ködöt. Egyike Messier saját felfedezéseinek. 1783-ban William Herschel volt az első, akinek sikerült különálló csillagokat megfigyelnie a halmazban.

## Tudományos adatok
A halmazban több, mint 70 ismert változócsillag található, melyek többsége W Virginis-típusú. 1997-ben egy széncsillagot fedeztek fel az M14-ben.
Lineáris átmérője mintegy 55 fényév.

## Megfigyelési lehetőség
Legkönnyebben az M10 gömbhalmaz segítségével található meg, attól 0,8 fokra északra és 10 fokra keletre.